# Joseph Colombo
Joseph Anthony Colombo Sr. (italiană: [koˈlombo]; n. 16 iunie 1923, New York City, New York, SUA – d. 22 mai 1978, SUA) a fost liderul familiei Colombo, una dintre cele cinci familii ale mafiei americane din New York.
Colombo s-a născut în New York, tatăl său fiind membru al familiei Profaci încă de la începuturile sale. În 1961 are loc primul război Colombo după ce gangsterul Joe Gallo răpește patru membri de rang înalt ai familiei Profaci. Galo este însă capturat și condamnat la închisoare spre finalul anului, iar în 1962 donul familiei - Joe Profaci - moare de cancer. În 1963, liderul familiei Bonnano, Joseph Bonanno, orchestrează alături de Joseph Magliocco⁠(d) asasinarea mai multor rivali din cadrul Comisiei. Magliocco i-a cerut celui mai bun dintre asasinii⁠(d) săi, Colombo, să-i elimine, acesta însă l-a trădat și a dezvăluit planul rivalilor săi. Membrii Comisiei au decis să-i cruțe viața lui Magliocco, dar l-au forțat să se retragă. În același timp, Bonanno a fugit în Canada. Colombo, care a riscat enorm de mult trădându-și șeful, a devenit liderul familiei Profaci. Acesta a fost condamnat la închisoare o singură dată în 1966 când a ispășit o pedeapsă de 30 de zile pentru sfidarea curții după ce a refuzat să ofere informații despre afacerile sale financiare.
În 1970, Colombo a creat Liga pentru Drepturile Civile Italoamericane⁠(d). În același an, s-a organizat primul miting de Ziua Unității Italiene în Columbus Circle⁠(d) cu scopul de a protesta împotriva persecuției italienilor de pretutindeni. În 1971, Gallo este eliberat din închisoare, iar Colombo îl invită la o întâlnire care să pună capăt conflictelor și îi oferă acestuia 1.000 de dolari; Gallo refuză și pornește cel de-al doilea război Colombo. Pe 28 iunie 1971, Colombo este împușcat de trei ori de Jerome A. Johnson în cadrul celui de-al doilea miting de Ziua Unității Italiene sponsorizat de Liga pentru Drepturile Civile Italoamericane. Johnson este ucis de gărzile sale de corp, dar Colombo rămâne paralizat în urma tentativei de asasinare. La 22 mai 1978, Colombo moare în urma unui stop cardiac.